# Турако сірокрилий
Турако сірокрилий (Tauraco leucotis) — вид птахів родини туракових (Musophagidae).

## Поширення
Вид поширений в Еритреї, Ефіопії та суміжних районах Судану та Південного Судану. Мешкає в тропічних монтанних хвойних лісах на висотах від 2200 до 3200 м над рівнем моря.

## Опис
Птах середнього розміру, завдовжки до 43 см. Вага 200—315 г. Голова, шия та груди зеленого кольору. На голові є округлий гребінь темно-синього кольору. Решта тіла, крила та хвіст — пурпурово-сині. Має яскраві червоні пера на внутрішній стороні крил. Дзьоб маленький, гачкуватий, помаранчевого кольору. Навколо очей є кільце червоного кольору. Перед оком є невелика біла пляма, а на боках шиї велика біла пляма.

## Спосіб життя
Трапляється парами або невеликими групами. Проводить більшу частину свого часу серед гілок дерев, хоча може регулярно спускатися на землю, щоб попити. Живиться плодами, квітами, насінням, рідше комахами. Сезон розмноження триває між липнем та листопадом. Гніздо будує серед гілок високого дерева. У кладці 2 яйця. Інкубація триває близько 20 днів. Насиджують та піклуються про пташенят обидва батьки. У 5-тижневому віці птахи пробують літати.

## Підвиди
- T. l. leucotis (Rüppell, 1835)
- T. l. donaldsoni (Sharpe, 1895)